# Louis-Philippestijl

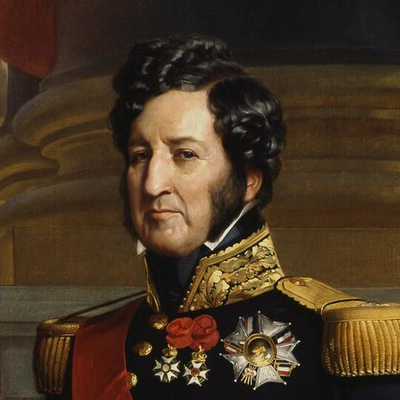
Koning Louis-Philippe

De Louis-Philippestijl is de naam voor een bouwstijl en een stijl in de decoratieve kunst die gangbaar was tijdens de regeerperiode van de Franse koning Louis-Philippe (1830-1848).
Het betreft een burgerlijke stijl die wel wordt beschouwd als de Franse variant van het Duitse Biedermeier. Het is een eclectische stijl, gebaseerd op een aanpassing van de empirestijl aan de burgerlijke maatschappij. Ook elementen van andere stijlen, zoals rococo en neostijlen, werden in de Louis-Philippestijl geïntegreerd.

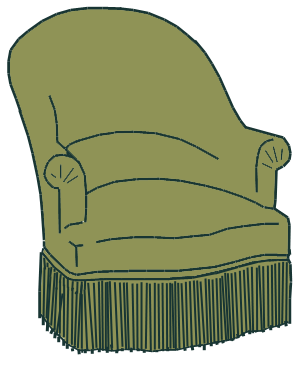
Fauteuil crapaud
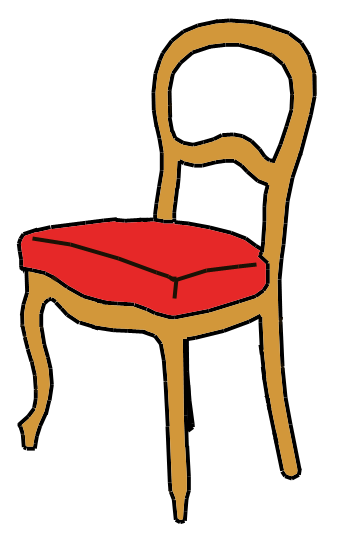
Stoel
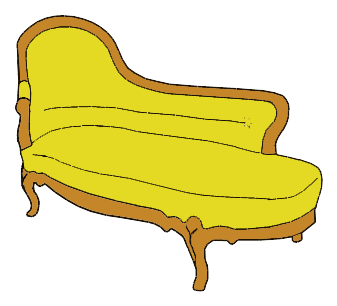
Méridienne